# کلیسای انجیلی (تبریز)
کلیسای انجیلی (پروتستان‌ها) مربوط به اواخر دوره قاجار است و در تبریز، خیابان شریعتی جنوبی، کوچهٔ والمان واقع شده و این اثر در تاریخ ۱ آذر ۱۳۷۸ با شمارهٔ ثبت ۲۵۱۳ به‌عنوان یکی از آثار ملی ایران به ثبت رسیده‌است.
ساختمان جدید این کلیسا که کلیسای مسیحیان پروتستان تبریز است، در سال ۱۹۵۷ پس از تخریب ساختمان قدیم آن که در کوچهٔ میارمیار قرار داشت، در کوچهٔ والمان احداث شد.

## پیشینه
پس از احداث خیابان شریعتی جنوبی (شهناز سابق) در سال ۱۳۲۹ خورشیدی و تخریب بخش‌های بزرگی از کلیسای قدیم انجیلی در محلهٔ میارمیار (مهادمهین) به طوری که خود کلیسا به‌طور کلی در مسیر خیابان جدید قرار گرفته و حیاط آن نیز به احداث سینما و هتل آسیا اختصاص داده شد، در سال ۱۳۳۶ خورشیدی کلیسای جدید انجیلی در کوچهٔ والمان و در ضلع غربی خانه و مطب دکتر والمان ساخته شد.

## مشخصات
بنای کلیسای انجیلی شبیه صلیب بوده و محوطهٔ حیاط آن درخت‌کاری شده‌است. این کلیسا دارای تالار اجتماعاتی به مساحت ۱۵۰ متر مربع بوده و محراب آن چهارپله از کف تالار مذکور بالاتر است. در کلیسای انجیلی، آشوریان مقیم تبریز مراسم‌های مذهبی خود را به زبان‌های آشوری، فارسی و انگلیسی برگزار می‌کنند.